# Gody Schmutz
Gottfried Schmutz, nacido el 26 de octubre de 1954 en Hagenbuch, es un antiguo ciclista suizo. 

## Palmarés
| 1978 - Campeonato de Suiza en Ruta 1979 - Tour de Berna 1980 - Campeonato de Suiza en Ruta - À travers Lausanne 1981 - 1 etapa de la Vuelta a Suiza | 1983 - 3º en el Campeonato de Suiza en Ruta 1985 - Campeonato de Suiza en Ruta - Gran Premio de Lugano 1986 - 1 etapa de la Tirreno-Adriático |

## Resultados en las grandes vueltas
| Carrera         | 1977 | 1978 | 1979 | 1980 | 1981 | 1982 | 1983 | 1984 | 1985 | 1986 | 1987 |
| --------------- | ---- | ---- | ---- | ---- | ---- | ---- | ---- | ---- | ---- | ---- | ---- |
| Giro de Italia  | -    | -    | 9º   | 13º  | 26º  | 14.º | -    | -    | 49.º | 57.º | 93.º |
| Tour de Francia | -    | -    | -    | -    | -    | -    | -    | -    | -    | -    | -    |
| Vuelta a España | -    | -    | -    | -    | -    | -    | -    | -    | -    | -    | -    |
| Mundial en Ruta | -    | 23º  | 43.º | 15º  | 56.º | -    | -    | 31.º | Ab.  | 20º  | -    |

-: no participa

Ab.: abandono